# Kaarlo Rantanen
Kaarlo Rantanen (* 14. Dezember 1988 in Tampere) ist ein finnischer ehemaliger Fußballspieler im Mittelfeld.

## Karriere
Kaarlo Rantanen wurde im Südwesten von Finnland in Tampere geboren. Als Kind trat er dem dortigen Fußballverein Tampereen Ilves bei, bevor Rantanen zu Lahden Reipas ging, einem Verein aus der Stadt Lahti. Im Jahr 2007 wurde der FC Lahti auf den technisch versierten Spieler aufmerksam und verpflichtete diesen.
Beim Verein aus der Veikkausliiga kam der Mittelfeldspieler allerdings in drei Saisons nur auf wenige Spieleinsätze. Während seiner Zeit beim FC Lahti wurde er im Jahr 2009 leihweise in die Zweite finnische Liga zum FC Hämeenlinna ausgeliehen. Nach zwei Jahren verließ er den Klub in Richtung Slowakei, wo Rantanen beim MFK Topvar Topoľčany unterschrieb. Nachdem er dort unter seinen Möglichkeiten geblieben war, ging er zurück zu seinem Heimatverein Tampereen Ilves. Zur Saison 2011 unterschrieb Rantanan beim JK Nõmme Kalju aus Estland. 2012 kehrte Rantanen nach Finnland zurück und spielt seitdem beim FC Kuusysi.